# 加登 (密西根州)
加登（英語：Garden）是位於美國密歇根州德爾塔縣的一個村。

## 人口
根據2020年美國人口普查的數據，加登的面積為2.68平方千米，當中陸地面積為2.14平方千米，而水域面積為0.54平方千米。當地共有人口174人，而人口密度為每平方千米64人。